# 와레이 소동
와레이 소동(일본어: 和霊騒動 われいそうどう[*])은 겐나 6년 6월 29일 (1620년 7월 28일)에 발생한 우와지마번의 오이에 소동이다. 얀베 세이베이 사건(山家清兵衛事件)이라고도 한다

## 경위

### 소동 전야
우와지마번은, 게이초 19년 (1614년)에 다테 마사무네의 서장자 다테 히데무네가 이요에 10만 석을 주어 성립한 번이다. 마사무네는 히데무네에게 "57기"라고 불리는 가신들을 붙여, 중신으로서 번을 운영하게 했다. 그 중, 안베 세이베이 킨요리가 필두가로로서 실질적으로 번정을 맡았다. 초기 우와지마번의 과제는 번의 지배 체제를 확립하는 것이였지만, 우와지마는 도요토미 정권 시대부터 영주 가문이 자주 교체되면서 영내는 피폐해져 있었고, 번은 일찍부터 재정난을 겪었다. 그래서, 히데무네는 아버지 마사무네로부터 6만 냥을 빌렸다. 그 변제는 간에이 12년 (1635년)까지 계속되어 초기 우와지마번에 큰 부담이 되었다.
또, 겐나 5년 (1619년)에는 오사카성의 이사가키 복구 보청을 맡았으므로, 번의 운영을 둘러싸고 얀베 세이베이와 사쿠라다 겐바 모토치카가 대립을 일으켰다. 하지만, 얀베 세이베이는 마사무네로부터 신임이 두터웠으므로, 히데무네는 세이베이를 멀리하고 사쿠라다 겐바를 중용하고, 세이베이는 근신시켰다. 그 이전에도, 반세이베이파는 세이베이 암살을 기도하고, 히데무네의 생모 류젠인의 7주기 법요에서 당시 법요의 책임자였던 세이베이를 차를 담당하는 챠보즈를 이용해 독살하려 했으나, 이는 미수에 그쳤다.

### 습격
이듬해인 겐나 6년 6월 29일, 비가 내리는 깊은 밤, 얀베 저택이 습격당해, 세이베이와 세이베이의 차남과 3남, 그리고 이웃집에 살던 세이베이의 사위 시오노야 타쿠미와 그의 아들 2명이 참살되었다. 당시 9살이었던 세이베이의 4남도, 현 마루노우치 와레이 신사 신전 뒤 우물에 던져져 살해됐지만, 세이베이의 어머니와 아내는 무사했다. 히데무네의 명에 의한 "처벌"로 사쿠라다 겐바 일파가 습격했다고 하는데, 겐바 본인은 습격 당일에는 오사카성 이시가키 복원에 종사하고 있었다. 히데무네는 이 사건을 에도 막부는 고사하고, 마사무네에게도 보고하지 않았다. 이에 분노한 마사무네는 57기의 한 사람으로, 중신 코오리 자에몬(桑折左衛門)을 통해, 히데무네를 힐문하였고, 근신을 명하고, 막부에 우와지마번 개역을 탄원하였는데, 이는 우와지마번 멸망을 피하기 위한 마사무네의 연극이었다고도 한다.
당황한 히데무데는 막부나 마사무네에게 해명의 사자를 보내거나, 처가인 히코네번의 이이 나오타카에게 중개를 의뢰했다. 히코네본이나 센다이번의 중개 공작 결과, 당시 노중이었던 도이 토시카츠는 마사무네의 탄원을 상주하지 못했고, 우와지마번은 개역을 면했지만, 이 사건으로 인해 우와지마 다테가는 본가와 어색한 사이가 되고 말았다.

## 사건 후의 소동
사건 후, 간에이 9년 (1623년), 히데무네의 정실 케이린인의 삼주기 법요 때, 센 바람에 의해 콘고산 쇼겐인 본당의 들보가 낙하하여 사쿠라다 겐바가 압사하였다. 이 후에도 얀베 세이베이의 정적들이 해난 사고와 낙뢰로 잇따라 사망했다. 그래서, 우와지마번 가로 카미오 카게유가, 우와지마성의 북쪽에 있는 야츠오모테 다이곤겐의 사원 근처에 작은 사당을 지어, 미코다마묘진(児玉明神)으로 불렀다. 그러나, 그런 보람도 없이 히데무네는 병상에 누웠고, 히데무네의 6남 토쿠마츠, 장남 사콘노타이후 무네자네가 요절, 차남 사쿄노스케 무네토키가 병사했다. 재난은 집안에만 그치지 않고, 기근과 태풍, 대지진이 잇따랐다. 이것이 "세이베이가 원령이 되어, 원한을 풀고 있는 것이다"라고 소문이 났기 때문에, 히데무네는 조오 2년 (1653년)에 노송나무 숲에 신사를 건립, 교토 요시다가의 봉폐사를 초청해, 같은 해 6월 23일과 24일에 걸쳐 神祗勘請를 실시해, "야마요리 와레이 신사(山頼和霊神社)"라고 하였다. 그리고, 교호 16년 (1731년)에 5대 번주 다테 무라토키에 의해,세이베이의 저택 터에 오늘날의 와레이 신사를 창건하여, 세이베이의 영혼을 위로하였다.

## 우와지마의 풍습
우와지마의 아이들은 모기장을 다는 계절이 되면, 부모나 조부모로부터 와레이 전설을 듣고, 습격일 당일 밤에만 모기장을 달지 않는 풍습을 시행하였다. 모기장의 모급은 근대부터이며, 풍습 자체도 최근의 것이지만, 모기장의 유행이 사라지고 있는 현대에서는 이 풍습도 말할 수 없게 되었다.

## 비고
1986년 (쇼와 61년) 무렵의 『에히메 신문』에, 당시의 얀베가ㆍ사쿠라다가의 당주의 "그런 전설은 들어본 적이 없다"는 취지의 발언이 게재되어, 사실과의 대비가 화제가 되었다.

## 참고문헌
- 우가미 유키오 『우와지마번』 겐다이 쇼칸 (시리즈 번 이야기), 2011년 7월.

## 같이 보기
- 마루노우치 와레이 신사
- 다이류지 (우와지마시)